# Batalla de Djahy
La batalla de Djahy fou una important batalla terrestre entre les forces del faraó Ramsès III i els Pobles del Mar que pretenien envair i conquerir Egipte. El conflicte es va produir en algun lloc de la frontera oriental de l'Imperi Egipci a Djahy, o en l'actual sud Líban, en el vuitè any de regnat del faraó Ramsès III o pels volts del 1178 aC. En aquesta batalla, els egipcis, comandats personalment per Ramsès III, va derrotar els Pobles de la mar que intentaven envair l'antic Egipte per terra i mar. Gairebé tot el que sabem sobre la batalla prové del temple funerari de Ramsès III a Medinet Habu. La descripció de la batalla i els presoners està ben documentada a les parets del temple, on també trobem la inscripció jeroglífica més llarga que ha arribat fins a nosaltres. Els relleus del temple compten amb molts presoners lligats, derrotats en la batalla.

## Rerefons històric
A Egipte, Ramsès III estava lluitant per salvar el seu país i l'Imperi enmig del col·lapse de l'edat de bronze que va ser causat per la invasió dels Pobles de la Mar sobre diverses potències d'Orient Pròxim. Ramsès III ja havia sortit victoriós, anteriorment, d'un atac dels libis a la frontera occidental de l'imperi egipci en el seu cinquè any de regnat. Però l'amenaça més gran que es plantejava no venia dels libis, sinó d'un grup de pobles que emigraven, anomenats Pobles de la mar. Eren temps de crisi en la Mediterrània, i moltes civilitzacions al segle XII aC van ser destruïdes per atacs dels Pobles del Mar i altres nacions migratòries. El gran imperi hitita va caure juntament amb la civilització micènica i altres grans cultures, inclosos el regne de Xipre i Ugarit. Sigui quin sigui el seu origen, els Pobles del Mar es mogueren al voltant de la Mediterrània oriental, atacaren les costes d'Anatòlia, Xipre, Síria i Canaan, abans d'intentar una invasió d'Egipte en la dècada del 1180 aC. Tot i que sabem que els Pobles de la mar eren grans guerrers, algunes evidències també suggereixen que el Pobles de la mar tenien un alt nivell d'organització i estratègia militar. Egipte es trobava particularment en perill, ja que els invasors no només volen el botí i els béns de la terra, sinó la terra mateixa, i no hi havia cap país amb millors sòls i accés a l'or que Egipte. Els egipcis afirmen que cap altre país, excepte Egipte, podria suportar els seus atacs, tal com reflecteixen clarament aquestes inscripcions del temple funerari de Ramsès III a Medinet Habu:
| « | Les nacions estrangeres (en altres paraules, els Pobles de la mar) van ordir una conspiració a les seves illes. Tot d'una les terres van quedar desertes i es van dispersar en la topada. Cap terra ja no podia mantenir dempeus les seves armes: des dels Hatti, Qode, Carquemix, Arzawa i Alashiya en endavant, tots van ser tallats (en altres paraules, destruïts) alhora. Es va establir un campament a Amurru. Van entristir la seva gent, i la seva terra estava com mai no havia arribat a estar. Van seguir endavant cap a Egipte, mentre la flama era preparada davant d'ells. Llur confederació estava formada pels gent dels peleset, tjeker, xequeleix, danu i weixeix, tots units. Van posar les mans a terra fins al cercle de la terra, i amb els cors confiats van dir: "Els nostres plans tindran èxit!" » | » |

## Batalla
Abans de la batalla, els pobles del mar havien saquejat l'estat vassall hitita d'Amurru, que es trobava prop de la frontera de l'imperi egipci. Això va donar el temps de faraó a fer els preparatius per fer front a l'esperat atac dels invsasors. Com assenyala Ramsès III en una inscripció del seu temple funerari a Medinet Habu, vaig equipar la meva frontera a Zahi (Djahy), preparada davant seu. Les «forces de terra dels Pobles de la mar es movien cap al sud per la costa llevantina i per Palestina quan van ser confrontades i aturades per les forces de Ramsès a la frontera egípcia a Djahy a la regió de la Fenícia posterior», escriu l'hititòleg Trevor Bryce.
Ramsès III es refereix a la batalla contra els Pobles del Mar en termes contundents, sense concessions:
"Els aurigues [egipcis] eren guerrers […] i tots ells bons i experimentats oficials. Els seus cavalls tremolaven en cadascuna de les seves extremitats, a punt per esclafar els països [estrangers] sota els seus peus. Els que va arribar a tocar de mi, la seva llavor ja no existeix; el seu cor i la seva ànima s'han acabat per sempre".

## Conseqüències
Mentre que la batalla va acabar amb una gran victòria egípcia, la guerra d'Egipte amb els Pobles del Mar encara no havia acabat. Els Pobles del Mar atacarien tot seguit el proper Egipte amb la seva flota naval en un assalt fallit. El següent atac, que va venir del mar, es va produir al voltant de la desembocadura del riu Nil. Els invasors van ser finalment derrotats per Ramsès en una gran batalla naval en la qual molts dels agressors estrangers van ser morts per la pluja de fletxes egípcies, o trets dels seus vaixells. Altres van trobar la mort a la vora del riu Nil a mans de les ben preparades forces de Ramsès III. Tot i que el faraó els va derrotar, no va poder finalment evitar que s'assentessin a la part oriental del seu imperi dècades després de la seva mort. Amb aquest conflicte, i una segona batalla posterior amb invasions de les tribus líbies en l'any 11 de Ramsès III, el tresor d'Egipte va arribar a esgotar-se tant que mai no recuperaria plenament el seu poder imperial. L'imperi egipci sobre Àsia i Núbia es perdria definitivament menys de vuitanta anys després del regnat de Ramsès III amb Ramsès XI, l'últim rei de l'Imperi Nou d'Egipte.

## Relleus descriptius de la batalla
Els relleus que representen la batalla al temple funerari de Ramsès III, a Medinet Habu, proporcionen gran part de la informació relativa a la batalla. S'hi representen tropes egípcies, carros de guerra i tropes auxiliars lluitant contra un enemic que també fa servir carros de guerra, molt similars en disseny als egipcis.